# Roestelia wenshanensis
Roestelia wenshanensis är en svampart som först beskrevs av F.L. Tai, och fick sitt nu gällande namn av F. Kern 1973. Roestelia wenshanensis ingår i släktet Roestelia och familjen Pucciniaceae.   Inga underarter finns listade i Catalogue of Life.